# J.K. Rowling
Joanne "Jo" Rowling (gift Murray, født 31. juli 1965) er en britisk forfatterinde, almindeligt kendt som J.K. Rowling. K'et står for Kathleen, et navn som Rowling anvendte ved udgivelsen af den første Harry Potter-bog. Rowlings forlægger, Bloomsbury, mente at et åbenlyst kvindeligt navn ville få målgruppen af unge drenge til ikke at ville købe bogen. Da Rowling kun havde et fornavn, valgte hun at bruge sin farmors fornavn, Kathleen, som det midterste initial.
Rowling er forfatter af fantasy-serien Harry Potter, der har fået international anerkendelse og vundet flere priser.
I februar 2004 anslog magasinet Forbes hendes formue til 576 millioner pund, hvilket gør hende til den første,[kilde mangler] der i kraft af sit forfatterskab er blevet milliardær i danske kroner. 

## Det tidlige liv
Joanne Rowling blev født i 1965 på General Hospital i Chipping Sodbury i nærheden af sine forældres hjem i Yate i Gloucestershire i Storbritannien. Sammen med sin mor, far og lillesøster Diana flyttede hun til Winterbourne ved Bristol og derfra til Tutshill nær Chepstow. Hun begyndte på secondary school (skole for de 11–18-årige i Storbritannien) i Wyedean, hvor hun fortalte historier til sine kammerater. I 1990 døde hendes 45-årige mor efter en årelang kamp mod multipel sklerose.
Efter at havde studeret fransk og klassisk ved Exeter University med et års studier i Paris flyttede hun til London for at arbejde som researcher og tosproget sekretær for Amnesty International. På en fire timer lang og forsinket togtur fra Manchester til London fik hun ideen til en historie, om en ny dreng på en skole for troldmænd. Da hun nåede sit bestemmelsessted, havde hun allerede personerne og en god del af historien til bogen Harry Potter og de vises sten i hovedet. Hun begyndte at arbejde videre med dem i sin middagspause.
Rowling flyttede nu til Oporto i Portugal for at undervise i engelsk som fremmedsprog. Her giftede hun sig 16. oktober 1992 med den portugisiske tv-journalist, Jorge Arantes.
De fik et barn, Jessica Rowling Arantes (født 27. juli 1993), før de blev skilt i 1995.
I december 1995 flyttede hun og datteren til Edinburgh for at være i nærheden af sin søster. Arbejdsløs og på bistand skrev hun sin første roman færdig. En del af arbejdet foregik på en cafe i Edinburgh. Og ikke for at slippe ud af sin kolde lejlighed. Hun udtalte i et interview, at hun ikke er så dum, at hun lejer en lejlighed uden varme om vinteren. Men at hun skrev på cafeer, fordi hendes datter nemmest faldt i søvn, hvis hun gik en tur.

## Familie
Den 26. december 2001 giftede Rowling sig med narkoselæge Neil Murray ved en privat ceremoni i hjemmet i Aberfeldy i Perthshire. Den 23. marts 2003 fødte Rowling sit andet barn, David Gordon Rowling Murray, på ”Simpson Centre for Reproductive Health” ved ”New Royal Infirmary” i Edinburgh. Rowlings tredje barn, Mackenzie Jean Rowling Murray, blev født i januar 2005.

## Harry Potter
Harry Potter og de vises sten blev en kæmpesucces. Salget gjorde hende til dollarmillionær, og i 2001 købte hun et luksuriøst herresæde fra det 19. århundrede, Killiechassie House, ved bredden af River Tay i Perthshire i Skotland. Her giftede hun sig med sin anden mand, Neil Murray, den 26. december 2001.
Harry Potter-serien strækker sig over syv bind, et for hvert år Harry går i skole på Hogwarts undtagen det sidste år hvor han er på flugt. Alle syv bøger er udgivet på dansk, den sidste udkom den 10. november 2008 kl. 00.01. Den engelske udgave af den syvende bog i serien udkom i juli 2007. Den femte bog med titlen Harry Potter og Fønixordenen, blev forsinket af en mislykket plagiat-retssag rettet imod hende af forfatterrivalen Nancy Stouffer (se længere nede). Rowling tog her fri fra skrivningen, da hun under processen med at skrive den femte bog følte, at arbejdsbyrden var for stor. Hun siger, at hun på et tidspunkt overvejede at brække sin arm for at slippe for at skrive, da presset på hende var for stort. Efter at have tvunget sin forlægger til at droppe deadline nød hun tre år med stille skrivning, og hun indrømmede at hun brugte lidt tid på at skrive noget andet, som hun måske vender tilbage til, når hun blev færdig med Harry Potter-serien.

## Retssager
Rowling har været involveret i adskillige retssager om Harry Potter serien, og der er rygter om andre processer.

### Nancy Stouffer
Sidst i 1990'erne begyndte Nancy Stouffer, der udgav børnebøger i 1980'erne, at anklage Rowlings bøger for at være baseret på hendes bøger som The Legend of Rah and the Muggles og Larry Potter and His Best Friend Lilly.
I 2001 sagsøgte J.K. Rowling og hendes  amerikanske udgivere, Scholastic Press og Warner Bros. (produceren af filmene) Stouffer, og bad retten om at bedømme om Stouffers varemærker eller ophavsret blev krænket. Stouffer, der ikke tidligere havde sagsøgt, indsendte et modangreb, der beskyldte for en sådan krænkelse.
Rowling og hendes medanklager argumenterede for, at mange af de beviser Stouffer fremlagde var usande, og krævede sanktioner og betaling af deres omkostninger. I september 2002 vandt Rowling og erklærede, at Stouffer havde talt decideret usandt for domstolen, og forfalsket adskillige dokumenter for at støtte sin sag. Stouffer fik en bøde på 50.000 US$ og skulle dække størstedelen af sagsøgernes omkostninger.
I januar 2004 blev det meddelt, at Stouffers appel var afslået. Appeldomstolen var enig i, at Stouffers beskyldninger var korrekt afvist da "ingen fornuftig nævning kunne finde en sandsynlig lighed imellem de to parters værker". Domstolen forklarede bl.a.:
 Stouffers og sagsøgers mærker bruges på to meget forskellige måder. Rowlings brug af ordet "Muggles" beskriver almindelige mennesker uden nogen magiske kræfter, hvor Stouffers "Muggles" er små, hårløse væsner med lange hoveder. Desuden at Harry Potter bøgerne er romaner, og den primære målgruppe er ældre børn og voksne, hvor Stouffers bøger henvender sig til små børn.
Stouffer blev også dømt til at betale alle omkostningerne ved appellen, hvilket beløb sig til op mod 100.000 US$.

### New York Daily News
Den 19. juni 2003 meddelte Rowling og hendes forlægger, Scholastic Press, at de ville sagsøge New York Daily News for 100 millioner amerikanske dollars, da avisen havde trykt oplysninger om hendes bog Harry Potter og Fønixordenen før dens officielle udgivelse. Romanen skulle frigives lørdag den 21. juni 2003, men avisen offentliggjorde et referat af historien sammen med korte citater onsdagen før. Et billede viste endda to sider fra bogen med læsbar tekst. Historien blev kompliceret yderligere, da det blev afsløret, at avisen havde købt bogen fra en helsebutik, hvis ejer havde modtaget romanen en gros og udstillet den i butikkens vindue. Manden påstod, at han ikke vidste, at han skulle vente med at sælge bogen.

### Folkerepublikken Kina
I 2003 dukkede der uautoriserede kinesiske "efterfølgere" til Harry Potter serien op i Folkerepublikken Kina. Disse bøger skrevet af kinesiske ghostwriters indeholdt karakterer fra andre forfatteres værker, deriblandt Gandalf fra J.R.R. Tolkiens Ringenes Herre og hovedpersonen fra L. Frank Baums Troldmanden fra Oz. Rowlings advokater fik stoppet udgiverne, der blev tvunget til at betale erstatning.

## EfterHarry Potter
Sidst i 2003 blev hun af tv-produceren Russell T. Davies bedt om at bidrage til en episode af den britiske fjernsyns science-fiction serie Doctor Who. Selv om hun morede sig over forslaget, afslog hun, da hun havde for travlt med arbejdet på den næste roman i Harry Potter-serien.
Rowling har også haft en gæsteoptræden i den amerikanske tegnefilmsserie The Simpsons. I episoden "The Regina Monologues" er der et specielt britisk tema.
I et interview i juli 2005 til internetsiderne MuggleNet og Leaky Cauldron afslørede J. K. Rowling, at hun er en stor beundrer af Aaron Sorkins arbejde med det amerikanske TV-show The West Wing.
I juni 2011 meddelte Rowling, at fremtidens Harry Potter-projekter, og alle elektroniske downloads, ville blive koncentreret på en ny hjemmeside, kaldet Pottermore. Siden indeholder 18.000 ord af oplysninger om figurer, steder og objekter i Harry Potter- universet.

### Harry Potter-bøger
| Udgivet           | Dansk titel                             | Oprindelig titel                          | Oversat af   | Dansk udgivelse | Filmatiseret              |
| ----------------- | --------------------------------------- | ----------------------------------------- | ------------ | --------------- | ------------------------- |
| 26. juni 1997     | Harry Potter og De Vises Sten           | Harry Potter and the Philosopher's Stone  | Hanna Lützen | 1998            | november 2001             |
| 2. juli 1998      | Harry Potter og Hemmelighedernes Kammer | Harry Potter and the Chamber of Secrets   | Hanna Lützen | 1999            | november 2002             |
| 8. september 1999 | Harry Potter og fangen fra Azkaban      | Harry Potter and the Prisoner of Azkaban  | Hanna Lützen | 1999            | juni 2004                 |
| 8. juli 2000      | Harry Potter og Flammernes Pokal        | Harry Potter and the Goblet of Fire       | Hanna Lützen | 2000            | November 2005             |
| 21. juni 2003     | Harry Potter og Fønixordenen            | Harry Potter and the Order of the Phoenix | Hanna Lützen | 2003            | 2007                      |
| 16. juli 2005     | Harry Potter og Halvblodsprinsen        | Harry Potter and the Half-Blood Prince    | Hanna Lützen | 2005            | 2009                      |
| 21. juli 2007     | Harry Potter og Dødsregalierne          | Harry Potter and the Deathly Hallows      | Hanna Lützen | 2008            | november 2010 & juli 2011 |

### Harry Potter-relaterede bøger
- 2001 Quidditch Through the Ages (Er oversat til dansk under titlen Quidditch gennem tiderne)
- 2001 Fantastic Beasts and Where to Find Them (Er oversat til dansk under titlen Fantastiske skabninger og hvor de findes)
- 2007 The Tales of Beedle the Bard (Er oversat til dansk under titlen Barden Beedles Eventyr)
- 2016 Harry Potter and the Cursed Child (Er oversat til dansk under titlen Harry Potter og det forbandede barn)

De første tre bøger udgiver sig for at være faksimiler (nøjagtige gengivelser) af bøger nævnt i romanerne. Fantastic Beasts er en lærebog, og Quidditch er den mest populære bog i Hogwarts bibliotek. De er komplette med håndskrevne noter og kommentarer i marginerne, og indeholder et forord skrevet af Albus Dumbledore. Alle indtægter fra bøgerne går til velgørenhedsorganisationen Comic Relief. Hun har også bidraget med penge og støtte til velgørenhed som forskning og behandling af multiple sklerose, som hendes mor døde af i 1990. Moderens død påvirkede Rowlings skrifter.

### Voksenbøger
- 2012 Den tomme plads

### Cormoran Strike serien
- 2013 Gøgens kalden (under pseudonymet Robert Galbraith) [3]
- 2014 Silkeorm (under pseudonymet Robert Galbraith)
- 2015 - Ondskabens høst (under pseudonymet Robert Galbraith)
- 2018 - Den hvide død (under pseudonymet Robert Galbraith)
- 2020 - Ustyrligt blod (under pseudonymet Robert Galbraith)

## Film

### Harry Potter film
En filmversion af Harry Potter og de vises sten kom sidst i 2001 og Harry Potter og hemmelighedernes kammer i 2002. Harry Potter og fangen fra Azkaban har en mørkere atmosfære end de tidligere pga. den nye instruktør, Alfonso Cuarón. Rowling, der er fan af Cuaróns arbejde før den tredje film, har sagt, at den tredje film er hendes favorit.
I november 2005 kom den fjerde film, Harry Potter og flammernes pokal. Alfonso Cuarón fik chancen til at instruere denne del af serien, men afslog da han stadig arbejdede på Harry Potter og fangen fra Azkaban. Instruktøren Mike Newell besluttede imod studiets oprindelige ide med at dele den 734 sider lange bog op i to separate film, der skulle frigives med flere måneders mellemrum, at skære så meget af bogens svære underhistorier væk, for af få en brugbar film ud af det. Familien Dursley blev skåret væk fra filmen og det samme blev Molly Weasley. Mike Newell er den første britiske instruktør på serien.
Rowling afslog forslag fra filmproducenterne om at filme i USA, eller spilles af amerikanske skuespillere (kun en amerikaner er med i den første film). Hun gik kun modvilligt med til at ændre navnet Philosopher's Stone til Sorcerer's Stone og begrænsede det til USA. Rowlings krav om britiske skuespillere i hovedrollerne resulterede i, at Steven Spielberg afslog muligheden til at instruere serien.
Rowling hjalp Steve Kloves med at skrive manuskriptet til filmene og sikrede derved at hans manuskript var i overensstemmelse med de næste bøger i serien. Hun fortalte ham mere om de nye bøger end til nogen anden, men ikke alt. Hun fortalte også Alan Rickman og Robbie Coltrane visse hemmeligheder omkring deres personer, der ikke var afsløret.

### Fantastic Beasts film
Filmatiseringen af J.K. Rowlings Bog Fantastic Beasts and Where to Find Them bliver til en trilogi med titlen Fantastic Beasts.  Og den første film i serien havde premiere 17. november 2016, efterfulgt af den anden film som havde premiere den 15. november 2018, og den tredje film forventes at få premiere den 19. november 2020.